# Carl Günther (Sänger, 1885)

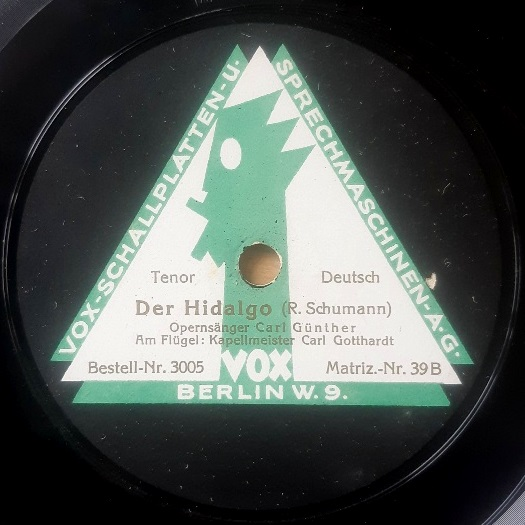
Schallplatte von Carl Günther (Berlin 1921)

Carl Günther (* 22. November 1885 in Ottensen; † 9. September 1958 in Hamburg) war ein deutscher Opernsänger (Tenor), der vor allem für das Belcanto-Repertoire bekannt war.

## Leben

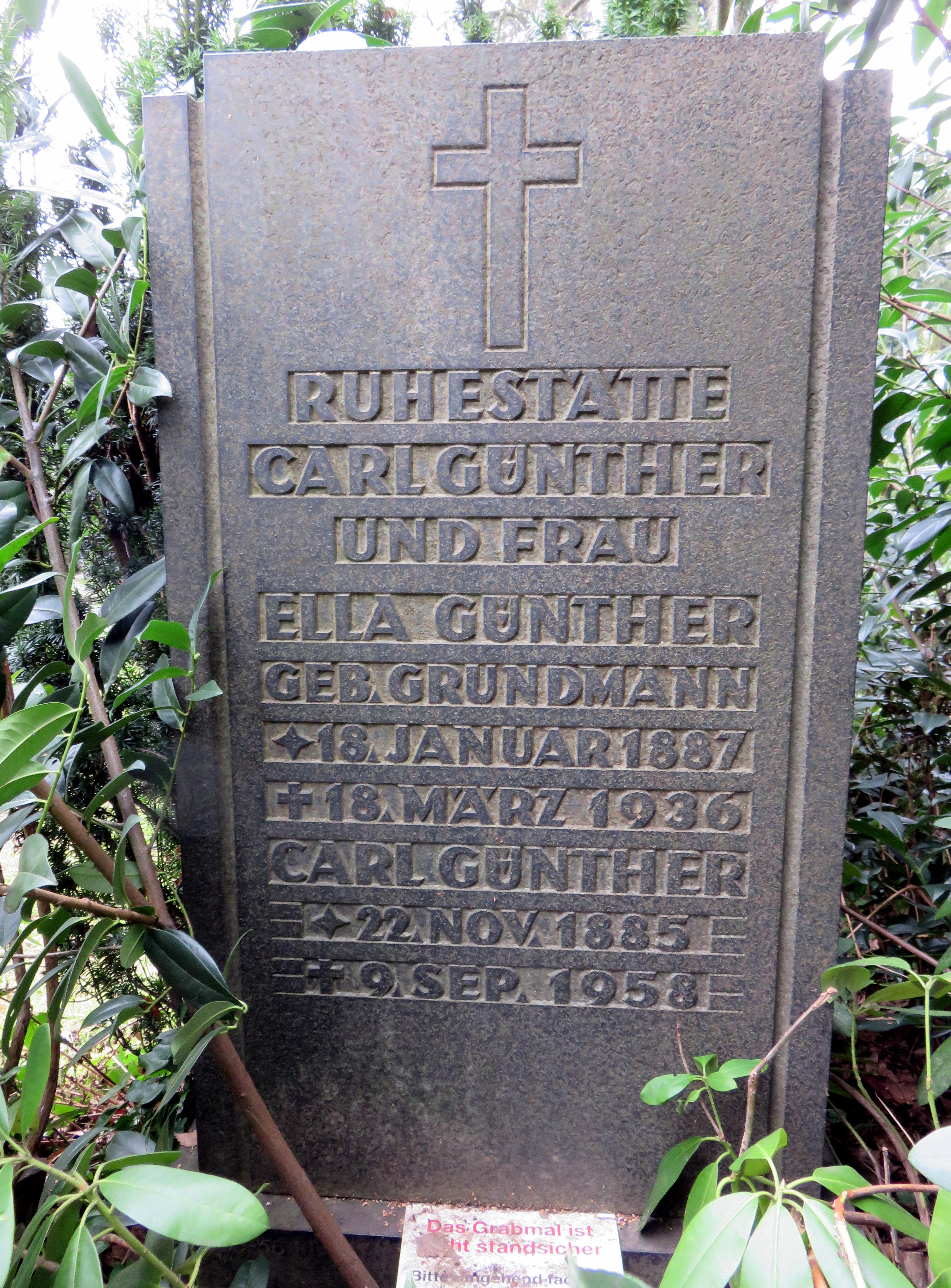
Grabstein Carl Günther auf dem Friedhof Ohlsdorf

Carl Günther stammte aus einfachen Verhältnissen (sein Vater war Piepenmoker, fertigte also Tabakpfeifen an) und arbeitete zunächst als Werftarbeiter bei Blohm + Voss. Am 31. August 1912 hatte Günther sein Operndebüt an der Hamburgischen Staatsoper, wo er als Florestan in Fidelio auftrat; Dirigent war Otto Klemperer. In der Folge entwickelte er sich zu einem gefeierten Tenor, und wurde 1928 als Hamburger Kammersänger geehrt.
Wegen seiner Herkunft aus dem Volk wurde der populäre Sänger in Hamburg uns Kuddl genannt. Nach seiner Opernkarriere arbeitete er als Gesangslehrer. 
Günther wurde im September 1958 auf dem Ohlsdorfer Friedhof zur Ruhe gesetzt. Sein Grab ist heute noch erhalten auf dem Grabfeld U10 unter Nr. 255/256.
Aufnahmen von bekannten Arien und Liedern, die Günther mit Klavier- bzw. Orchesterbegleitung für Odeon (1917), Vox (1921) und Deutsche Grammophon (1922) einspielte, erschienen 2010 als Doppel-CD.